# ウィリアム・プール
ウィリアム・プール（William Poole、1937年6月19日 - ）は、デラウェア州ウィルミントンで生まれたアメリカ合衆国の経済学者である。専門は金融論である。ブラウン大学教授のあと、1998年から2008年にセントルイス連邦準備銀行の頭取を務めた。

## 略歴
- 1937年　デラウェア州ウィルミントンで生まれる。
- 1859年　ペンシルベニア州スワースモアにあるスワースモア・カレッジよりB.A.を得て卒業する。
- 1963年　シカゴ大学よりMBAを得る。
- 1963年～1969年　ジョンズ・ホプキンズ大学の学部で教え始める。
- 1966年　シカゴ大学よりPh.D.を得る。
- 1969年～1974年　ワシントンの連邦準備制度理事会のシニアエコノミストとなる。
- 1974年～1998年　ブラウン大学で教授（Herbert H. Goldberger Professor of Economics）となる。
- 1998年～2008年　セントルイス連邦準備銀行の頭取となる（連邦公開市場委員会にも出席する）。
- 現在、ケートー研究所の上級フェロー、マーク・インベストメントにおける上級経済アドバイザー、およびデラウェア大学の「在住する卓越した学者」である。

## 栄誉・受賞
- 1989年　スワースモア・カレッジより法律博士号を与えられる。
- 2006年　全国ビジネス経済学学会よりアダム・スミス賞を受ける。
- 2007年　グローバル相互依存センター（英語版）よりフレデリック・ヘルドリング賞（英語版）を受ける。

## 著作

### 日本語訳
- 『マネタリズム入門』、佐藤隆三監訳、日本経済新聞社出版局、1981年

### 原書
- Money and the Economy: A Monetarist View, 1978.
- Principles of Economics, 1991.